# Marais de l'Ampurdàn
Les Marais de l'Ampurdàn sont un ensemble de zones humides littorales générées par le cours final des rivières Muga et Fluvià (Alt Empordà) et du Ter et Daró (Baix Empordà), constituant la deuxième plus importante zone humide de Catalogne (province de Gérone), après celle du parc naturel du delta de l'Èbre,.
Cette aire protégée est une Zone spéciale de conservation (ZSC) et une Zone de protection spéciale (ZPS) du réseau Natura 2000 définie par la Convention de Ramsar  visant la conservation des types d'habitats et des espèces animales et végétales.

## Description
Le parc naturel des Aiguamolls de l'Empordà, créé en 1983, est intégré dans cette zone.

## Galerie

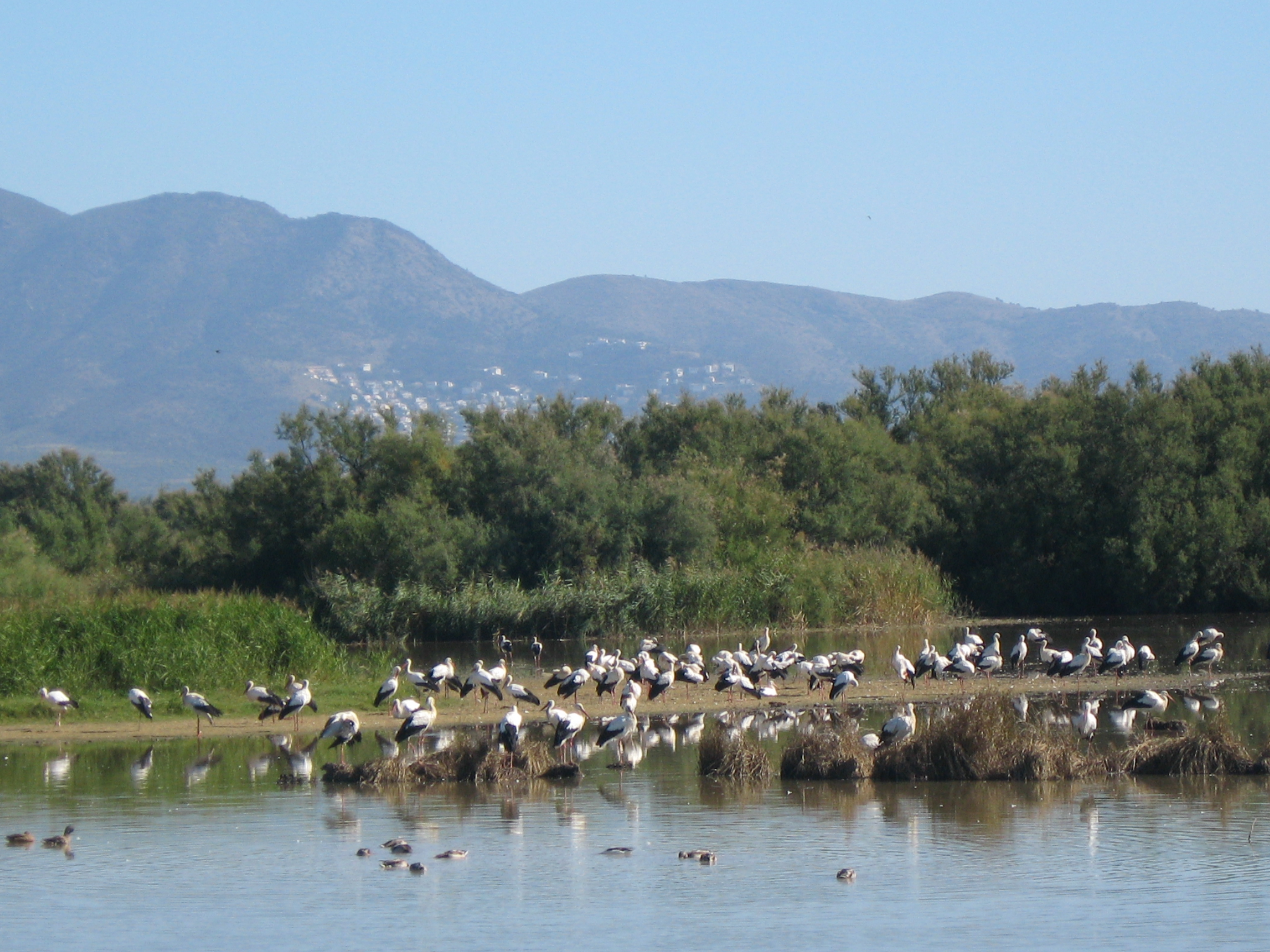
Cigognes.
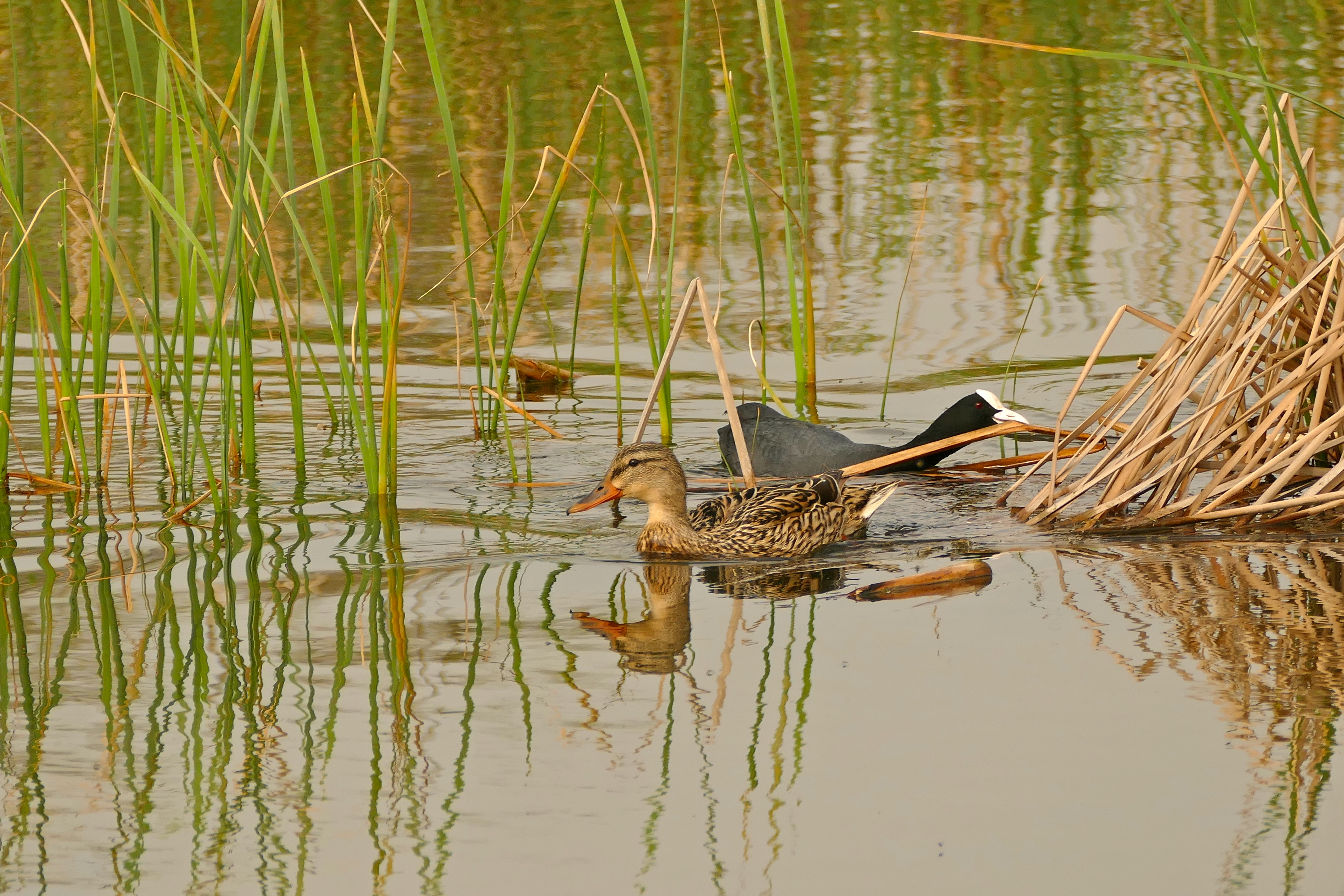